# 泰国杧果
泰国杧果（学名：Mangifera siamensis）为漆树科杧果属下的一个种。种加名 siamensis 意为“暹罗的”。